# Arroio Pioneiro
Der Arroio Pioneiro ist ein etwa 25 km langer linker Nebenfluss des Rio Piquiri im Westen des brasilianischen Bundesstaats Paraná.

## Geografie

### Lage
Das Einzugsgebiet des Arroio Pioneiro befindet sich auf dem Terceiro Planalto Paranaense (Dritte oder Guarapuava-Hochebene von Paraná).

### Verlauf
Sein Quellgebiet liegt im Munizip Maripá auf 372 m Meereshöhe 5 km nördlich des Hauptorts in der Nähe der PR-182.
Der Fluss verläuft in nördlicher Richtung. Wenige hundert Meter nach seinem Ursprung erreicht er die Grenze zum Munizip Palotina. Er durchläuft dieses bis zu dessen nördlicher Grenze, wobei er auch die östlichen Stadtbezirke durchfließt. Er mündet auf 236 m Höhe von links in den Rio Piquiri. Er ist etwa 25 km lang.

### Munizipien im Einzugsgebiet
Am Arroio Pioneiro liegen die zwei Munizipien Maripá und Palotina.